# Dvorec Zalog (Breitenau)
Dvorec Zalog (nemško Breitenau, Zalogso) je nekoč stal v naselju Straža v sedanji Občini Straža.

## Zgodovina
Dvorec Zalog je bil prvič omenjen šele leta 1351 kot turen gen Praytenaw, čeprav je bil verjetno stolpast dvor zgrajen že v 12. stol. Na prvo neposredno omembo dvorca naletimo leta 1180, ko se omenja vitez Bertold de Praneouege. Leta 1385 se omenja Ulrik Plessl, leta 1413 Mertlajn Plessl von Preytenaw. Leta 1436 dvorec dobi v celjski fevd Herman Mertlein. V 16. stol. so ga razširili v enonadstropni štiritraktni renesančni dvorec z vogalnimi stolpi in notranjim dvoriščem. V tem obdobju so ga posedovali Gallenbergi. Leta 1555 ga je posedoval Florijan pl. Scharff, nato Sidonija pl. Moscon, Janez Jakob pl. Jurič. Leta 1638 Peter pl. Portica, leta 1719 baron Ivan Adam Gall. Med drugo svetovno vojno je bil dvorec izropan in požgan.
Danes na lokaciji stojijo skladišča kmetijske zadruge.
- Dvorec Zalog na franciscejskem katastru za Kranjsko (1823-1869)
- Dvorec Zalog leta 1930